# Paul Tietze
Paul Tietze (* 26. August 1963 in Stuttgart-Bad Cannstatt) ist ein deutscher Jazzmusiker (Kontrabass, auch Komposition) und Arrangeur.

## Werdegang
Tietze spielte zu Beginn seiner Karriere zahlreiche Konzerte und Tourneen mit Lisa Fitz, Johnny Logan, Franz Benton, bevor er bis 1993 am Berklee College of Music in Boston Bass, Arrangement und Komposition studierte. Zurück in München spielte er mit den Weather Girls, der Bigband von Thilo Wolf sowie Carola Greys Noisy Mama. Auch arbeitete er als Theatermusiker an der Münchner Staatsoper und für das Musicaltheater. Als Bassist war dann mit Ecco DiLorenzo, Claudio Roditi, Uli Geissendoerfer, Melanie Bong und Lisa Wahlandt unterwegs. Zudem war er an Musikprojekten wie der Mal Waldron Memorial Big Band und der Coisa Nostra (um Paulo Alves und Elmar Schmidt) beteiligt. Er ist auch auf Alben von Lisa Fitz und der Spider Murphy Gang zu hören.
Weiter ist er als musikalischer Leiter für das Eddy Miller Orchestra sowie Lou Bega tätig und im Bereich Notation und Arrangement für Noten- und Buchverlage.

## Diskographische Hinweise
- Ecco DiLorenzo Jazz Quartett: Self-Fulfilling Prophecies (GLM 2012, mit Chris Gall, Andreas Dombert, Wolfgang Peyerl)
- Klentze-Jannotta-Tietze (Konnex 2015)